# Meleager al Macedoniei
Meleager al Macedoniei (greacă: Μελέαγρος) a fost fratele lui Ptolemeu Keraunos și fiul lui Ptolemeu I Soter și Euridice. Meleager a condus în 279 î.Hr. timp de două luni, până când el a fost obligat de către trupele sale macedonene să renunțe la coroană.